# غلام چم
غلام چم یک منطقهٔ مسکونی در ایران است که در دهستان درام واقع شده‌است. غلام چم ۸۴ نفر جمعیت دارد.